# Авалишвили, Георгий Иванович
Георгий Иванович Авалишвили (груз. გიორგი ივანეს ძე ავალიშვილი; 16 октября 1913, Дигоми, Тифлисский уезд, Тифлисская губерния — 12 июля 1986, Тбилиси) — советский баскетболист, баскетбольный тренер и судья. Заслуженный мастер спорта СССР (1955). Заслуженный тренер СССР (1956). Заслуженный работник физической культуры и спорта Грузинской ССР (1971). Кавалер ордена «Знак Почёта» (1957). Участник Великой Отечественной войны. Член президиума Федерации баскетбола Грузинской ССР.

## Биография
Родился в 1913 году.
Окончил Тбилисский государственный университет (экономический факультет).
Выступал в ряде тбилисских баскетбольных клубов.
Участник Великой Отечественной войны.

## Достижения
- Серебряный призёр чемпионата СССР — 1 (1947);
- Бронзовый призёр чемпионата СССР — 2 (1935, 1948).

## Тренерская карьера
Тренировал команду Тбилисского государственного университета (1933—1941). Более 20 лет (1945—1968) работал с «Динамо» (Тбилиси). Команда за эти годы трижды стала чемпионом СССР (1950, 1953, 1954), серебряным (1960) и бронзовым призёром (1952), дважды завоевала Кубок СССР (1949, 1950).
За достижения своих воспитанников Г. И. Авалишвили был удостоен звания Заслуженный тренер СССР.
На летней Спартакиаде народов СССР 1959 сборная Грузинской ССР под его руководством стала серебряным призёром.

## Награды
- Орден «Знак Почёта» (27.04.1957) — «за успехи, достигнутые в деле развития массового физкультурного движения в стране, повышения мастерства советских спортсменов, и успешное выступление на международных соревнованиях»